# Koreks

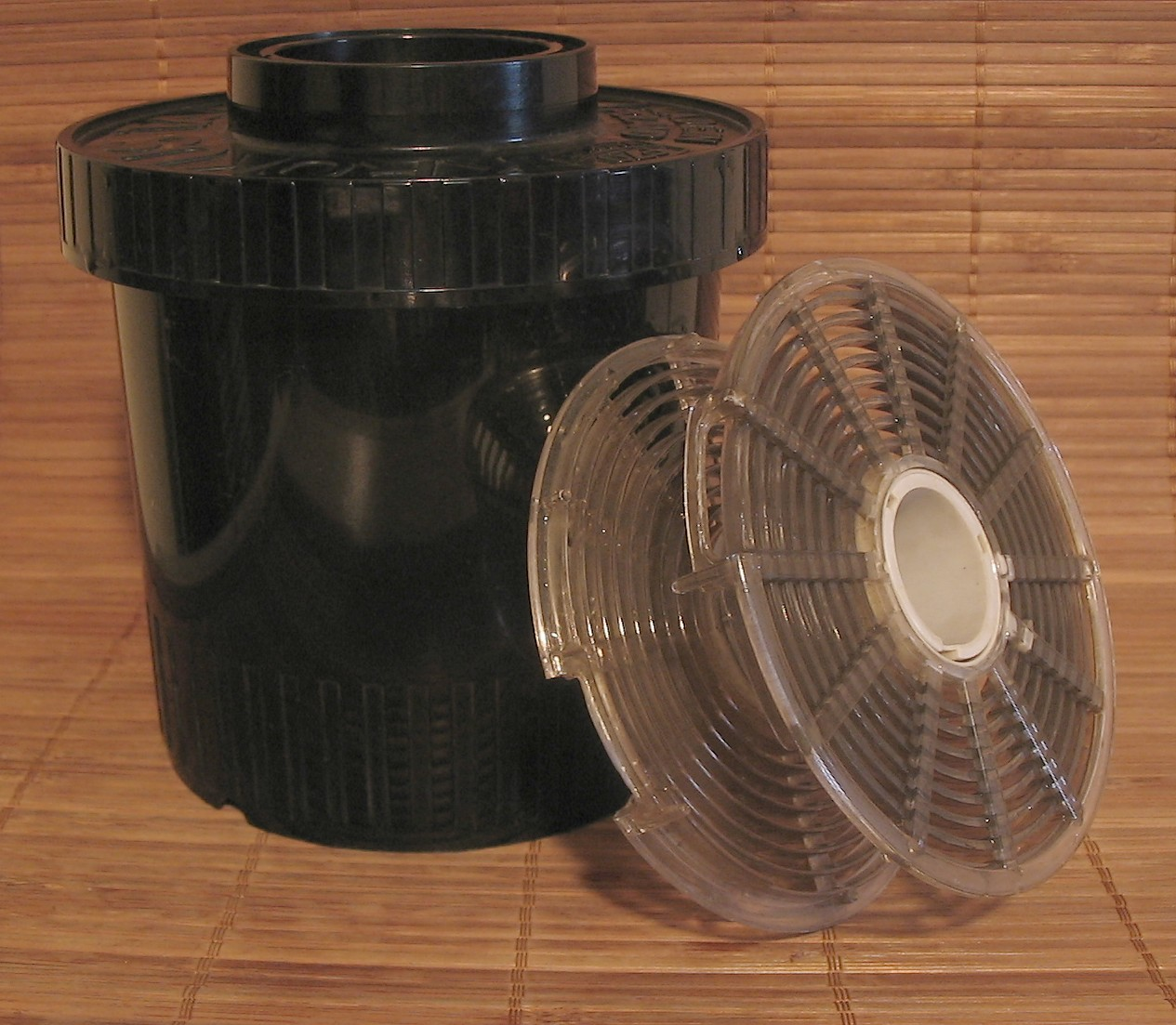
Koreks z wyciągniętą prowadnicą

Koreks – element wyposażenia ciemni fotograficznej, światłoszczelne naczynie służące do ręcznego wywoływania filmów fotograficznych – najczęściej filmów małoobrazkowych i błon zwojowych (istnieją również do wywoływania taśm filmowych np. 8 mm). Pierwszy koreks wyprodukowany został w 1930 przez firmę Leitz.
Koreks ma otwór umożliwiający wymianę kąpieli fotograficznych, pomiar temperatury kąpieli bez ryzyka prześwietlenia filmu oraz umożliwia płukanie w nim filmów wodą bieżącą. Wewnątrz zawiera kasetę ze spiralnymi prowadnicami (lub karbowaną taśmę) chroniącymi powierzchnię filmu przed zetknięciem z innymi częściami filmu oraz umożliwiającymi równomierny dostęp kąpieli do całej powierzchni filmu. Zawiera również uchwyt, którym można poruszać filmem w kąpieli w celu wymiany cieczy znajdującej się w bezpośrednim sąsiedztwie filmu oraz oderwania ewentualnych pęcherzyków powietrza.
Są dwie zasadnicze konstrukcje, jeśli chodzi o korek/wlew: z zatyczką – szczelny, który można przechylać na boki, jak i obracać szpulą oraz konstrukcja bez korka – w nim można z zasady tylko obracać szpulą, albo nie obracać w ogóle (wywoływanie przewlekłe, mające na celu maksymalną ostrość). Uchwyt ten umieszczony jest na tyle luźno, aby można było opłukiwać film w celu usunięcia z jego powierzchni pęcherzyków powietrza. Istnieją koreksy modułowe (systemowe), które można dowolnie przedłużać, łączyć, stosować szpule do różnego typu negatywów.
W niektórych starszych publikacjach dotyczących fotografii koreks nazywany jest tankiem.